# Funkcja sprawiedliwościowa prawa karnego
Funkcja sprawiedliwościowa prawa karnego - historycznie pierwsza funkcja prawa karnego. Jej istotą jest zaspokajanie poczucia sprawiedliwości osoby pokrzywdzonej przestępstwem, jej rodziny, a także grupy społecznej i całego społeczeństwa, poprzez ukaranie sprawcy przestępstwa. Funkcja sprawiedliwościowa kompensuje instynktowną potrzebę zemsty i realizuje filozofię za dobre wynagradzać, za złe karać. 
Do funkcji sprawiedliwościowej odwołuje się szczególnie szkoła klasyczna oraz neoklasyczna szkoła prawa karnego, według których kara kryminalna powinna być przede wszystkim sprawiedliwą odpłatą za popełnione przestępstwo. Naczelne znaczenie funkcji sprawiedliwościowej uzasadniali również wielcy filozofowie niemieccy - Immanuel Kant oraz Georg Wilhelm Friedrich Hegel. Kant twierdził, iż kara za przestępstwo wynika z imperatywu kategorycznego (nakazu moralnego), natomiast według Hegla kara jest logiczną konsekwencją przestępstwa stanowiącego zaprzeczenie absolutnej idei prawa - kara, przez negację przestępstwa, przywraca ponownie ideę prawa.